# Labor (Automarke)
Labor war eine französische Automarke.

## Unternehmensgeschichte
Das Unternehmen Weyher et Richemond aus Pantin verwendete zwischen 1907 und 1912 den Markennamen Labor für Automobile, die nach Entwürfen ihres Verkaufsagenten Clèves-Chevalier entstanden.

## Fahrzeuge
Im Angebot standen die Modelle 15/20 CV und 20/30 CV mit Vierzylindermotoren. Die Motoren waren vorne im Fahrzeug montiert und trieben über eine Kardanwelle die Hinterachse an. Auffällig war der runde Kühlergrill. Der 20/30 CV hatte 5321 cm³ mit einer Bohrung von 110 mm und einem Hub von 140 mm. Die Leerlaufdrehzahl lag zwischen 150/min und 200/min.